# Rykkergebyr
Et Rykkergebyr dækker over det gebyr, kreditor har ret til at pålægge skyldner til dækning af omkostninger i forbindelse med afsendelse af rykker for manglende betaling. Det er ikke en forudsætning at kreditor rent faktisk har afholdt omkostninger i forbindelse med afsendelsen af den gebyrpålagte rykker, eller at omkostningerne svare til gebyret.
Afsendelsen af gebyrpålagte rykkere er normalt det første skridt i en inkassoproces.Reglerne for rykkergebyrer følger af bekendtgørelse om lov om renter ved forsinket betaling m.v., § 92, stk. 2. 
Af lovens § 9b, stk. 2 fremgår at: 
Der kan kræves et rykkergebyr på højst 100 kr. inkl. moms for hver rykkerskrivelse. Man må dog højst sende 3 skrivelser pålagt rykkergebyr vedrørende samme ydelse. Man må gerne sende flere rykkere, men så skal de være uden rykkergebyr.
Kreditor har altså ret til at fremsende i alt 3 rykkere pålagt rykkergebyr. Gebyret på ikke være på mere end 100 kr. pr. rykker (rykkergebyr er ikke momspligtigt). Der skal gå mindst 10 dage mellem afsendelsen af hver gebyrpålagt rykkerskrivelse. Der må gerne fremsendes rykkere ofte, så længe disse ikke er gebyrpålagt. 
Hvis skyldner gør indsigelser imod kravet, mister kreditor retten til at pålægge yderligere rykkergebyrer. Så skal sagen for domstolene, enten som en almindelig retssag, eller som en småsag.